# كورت هيرش
كورت هيرش (بالإنجليزية: Kurt Hirsch)‏ (و. 1906 – 1986 م) هو رياضياتي، وأستاذ جامعي من المملكة المتحدة، وألمانيا، ولد في برلين، توفي في لندن، عن عمر يناهز 80 عاماً.

## التعليم
تعلم في جامعة هومبولت في برلين
.